# Kalin
Kalin (znanstveno ime Pyrrhula pyrrhula, tudi evrazijski kalin) je srednje velika ptica, ki je razširjena po Evropi in predelih Azije z zmernim podnebjem. Živi v mešanih gozdovih, prehranjuje pa se s semeni in popki.
Glave in peruti te ptice so črna, hrbet siv, trebuh in prsa pa so živo rdeče-oranžne barve. Pogosto se, predvsem pozimi, zadržuje v bližini naselij, kjer išče hrano. Takrat ga lahko opazujemo tudi v ptičjih hranilnicah, od koder zaradi svoje velikosti pogosto prežene manjše ptičje vrste.
Gnezdi zgodaj spomladi, samica pa v gnezdo izleže od 4 do 7 jajc.

## Taksonomija in sistematika
Prvi je uradno opisal kalinaLinnaeus v 10. izdaji svojega dela Systema Naturae z dvočlenskim imenom Loxia pyrrhula. Danes ga uvrščamo v rod Pyrrhula, ki ga je leta 1760 uvedel francoski zoolog Mathurin Jacques Brisson. Latinska beseda pyrrhula izvira iz grške πυρρός, ki pomeni ptico ognjene barve, o kateri je pisal že Aristotel kot 'ptica, ki se hrani s črvi'. Latinsko ime pyrrhula za kalina je že leta 1555 uporabil švicarski naravoslovec Conrad Gessner v svojem delu Historiae animalium.

### Podvrste
Priznanih je deset podvrst:
- P. p. pileata MacGillivray, W, 1837 – Britansko otočje
- P. p. pyrrhula (Linnaeus, 1758) – severna, južna, osrednja in vzhodna Evropa do osrednje Sibirije
- P. p. europaea Vieillot, 1816 – Zahodna Evropa
- P. p. iberiae Voous, 1951 – jugozahodna Francija, severni Iberski polotok
- P. p. rossikowi Derjugin & Bianchi, 1900 – severovzhodna Turčija in Kavkaz
- P. p. cineracea Cabanis, 1872 – od zahodne Sibirije in severovzhodnega Kazahstana do vzhodne Sibirije in severovzhodne Kitajske
- P. p. caspica Witherby, 1908 – Azerbajdžan in severni Iran
- P. p. cassinii Baird, SF, 1869 – vzhodna Sibirija
- P. p. griseiventris Lafresnaye, 1841 – Kurilski otoki in severna Japonska
- P. p. rosacea Seebohm, 1882 – Sahalin (otok severno od Japonske)

Azorski kalin (P. murina), ki je bil prej obravnavan kot podvrsta evrazijskega kalina, je zdaj priznan kot ločena vrsta.